# Estadio Jorge Basadre
Das Estadio Jorge Basadre, früher auch bekannt als Estadio Modelo de Tacna, ist ein Fußballstadion in der peruanischen Stadt Tacna, das nach dem Historiker Jorge Basadre Grohmann benannt ist. Es wird zurzeit für Fußballspiele in der Copa Perú von Coronel Bolognesi genutzt. Das Stadion bietet 19.850 Zuschauern Platz. 277 Plätze sind als Sitzplätze nutzbar, wobei 69 von diesen für V.I.P.-Gäste reserviert sind. Der Rest des Stadions verfügt über Stehplätze. Der Stadionname wurde geändert, als es für die Copa América 2004 renoviert wurde. Außerdem wurden hier einige Spiele der U-20-Fußball-Südamerikameisterschaft 2011 ausgetragen.